# Wymore
Wymore és una població dels Estats Units a l'estat de Nebraska. Segons el cens del 2010 tenia 1.457 habitants. Segons el cens del 2000, Wymore tenia 713 habitatges, i 444 famílies. La densitat de població era de 334,8 habitants per km².